# Pavel Lednyov
Pavel Lednyov (n. 23 martie 1943, Gorki, RSFS Rusă, URSS – d. 23 noiembrie 2010, Moscova, Rusia) a fost un sportiv ce a reprezentat Uniunea Republicilor Sovietice Socialiste, medaliat olimpic. A participat la 4 ediții ale Jocurilor Olimpice (1968, 1972, 1976, 1980) în care a câștigat o medalie de argint și 3 medalii de bronz.